# Zreče község
Zreče község (szlovén nyelven Občina Zreče) Szlovénia 212 alapfokú közigazgatási egységének, azaz községének egyike a Savinjska statisztikai régióban. Adminisztratív központja Zreče város.  A község a történelmi szlovén Stájerország (Štajersko) régió része. 

## A községhez tartozó települések
A községhez Zreče székhelyen kívül a következő települések tartoznak:
- Bezovje nad Zrečami
- Boharina
- Bukovlje
- Čretvež
- Črešnova
- Dobrovlje
- Gorenje pri Zrečah
- Gornja Vas
- Gračič
- Koroška Vas na Pohorju
- Križevec
- Lipa
- Loška Gora pri Zrečah
- Mala Gora
- Osredek pri Zrečah
- Padeški Vrh
- Planina na Pohorju
- Polajna
- Radana Vas
- Resnik
- Rogla
- Skomarje
- Spodnje Stranice
- Stranice
- Zabork
- Zlakova

## Népesség
| Lakosok száma | 6489 | 6515 | 6467 | 6407 | 6394 | 6403 | 6424 | 6392 | 6505 | 6586 |
|               | 2008 | 2009 | 2011 | 2012 | 2013 | 2015 | 2016 | 2017 | 2019 | 2020 |